# Simmaco (prefetto del pretorio)
Simmaco (fl. VI secolo) è stato un politico bizantino vissuto nel VI secolo.

## Biografia
Membro del senato bizantino, Simmaco nel 536 fu inviato in Africa, con Germano e Domnico, come prefetto del pretorio d'Africa. Oltre ad essere la massima carica civile, aveva la responsabilità di rifornire gli eserciti bizantini in Africa. Simmaco prefetto del pretorio e Germano magister militum dovettero entrambi aver a che fare con una pericolosa sedizione dell'esercito che aveva costretto il precedente prefetto del pretorio d'Africa, Salomone, a lasciare il posto.
Tre anni dopo (539), sedata la ribellione e pacificata l'Africa, fu richiamato a Costantinopoli con Germano e Domnico. Gli succedette, di nuovo come prefetto, Salomone.